# 키티라섬
키티라(그리스어: Κύθηρα) 또는 키테라는 그리스의 한 섬으로, 역사적으로 이오니아 제도의 일부로 본다. 펠로폰니소스 동남쪽 끝과 마주하고 있다. 피레아스 현과 상당히 멀지만, 행정구역상 피레아스 현에 속한다. 면적은 279.593 km2이며, 아티키 주에서 메가라 다음으로 큰 섬이다. 또 인접한 안티키티라 섬과 더불어 인구밀도가 낮은 섬이다. 주변 바다에서 끊임없이 불어오는 바람으로 해안은 가파른 바위 절벽과 깊은 만을 이루어 울퉁불퉁한 지형을 형성하였다. 수백여년간 배가 유일한 교통 수단이었으며, 키티라 섬은 전략 요충지였다. 고대부터 19세기 중반까지 키티라는 상인, 선원, 정복자들이 오가는 교차로였다. 덕분에 키티라 섬은 오랫동안 여러 문명과 문화의 영향을 받았다.

## 행정
키티라섬과 인근의 안티키티라섬은 2011년 지방 정부 개혁 때까지 별도의 자치단체였다. 두 섬은 이제 키티라 자치단체의 자치단위가 되었다. 자치단체의 면적은 300.023km2이고, 자치단위의 면적은 279.593 km2이다. 키티라 주는 라코니아 주에 속했으며, 그 후 아르골리스와 코린티아, 그리고 1929년부터 1964년까지 아티카 주의 일부였다. 1964년부터 1972년까지 키티라는 새로 설립된 피레우스 주의 일부가 되었고, 피레우스 주가 해체된 후 다시 피레우스 주의 일부로서 아티카 주의 일부가 되었다. 키티라 주는 2006년에 폐지되었다. 2011년부터는 섬 지역 단위의 아티카 지역의 일부가 되었다.

## 역사

### 고전 전 및 고대

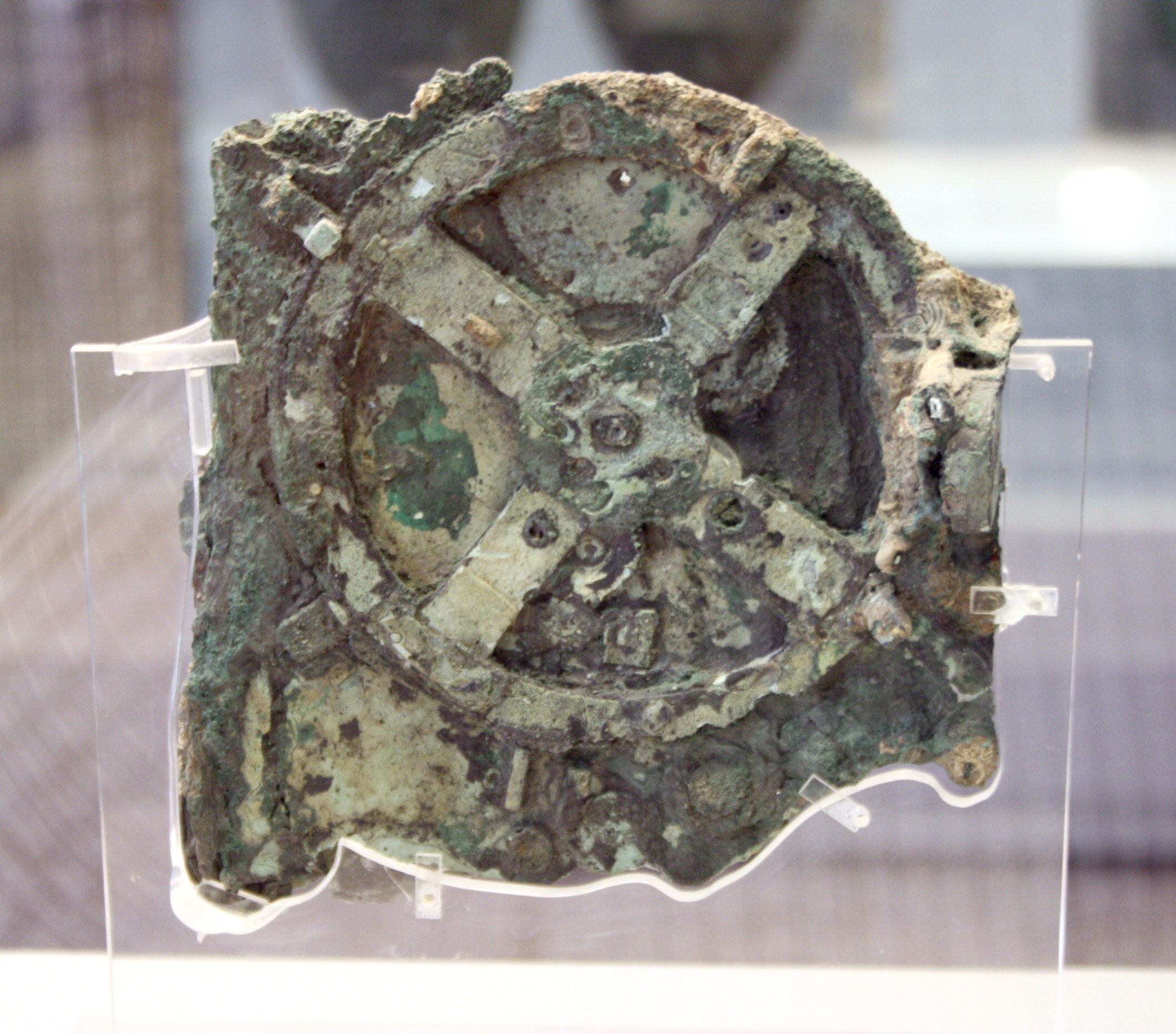
안티키티라 기계, 아테네 국립 고고학 박물관

키테라에는 미노스 문명과 동시대인 헬라도스 시대의 고고학적 유적이 있다. 키테라에서 이집트와 메소포타미아까지 무역이 이뤄져싿는 고고학적 증거가 있다.
키테라는 고졸기 초기에 페니키아 식민지를 보유했다. 크세노폰은 키티라의 페니키아 만(아마도 섬 동쪽의 아블레모나스 만)을 언급한다(헬레니카 4.8.7). 아블레모나스의 스칸데아에 고졸기 그리스 도시 유적이 남아 있다. 아크로폴리스는 현재 팔레오카스트로(옛 성)라고 불리며, 아프로디테 우라니아 신전이 있었는데, 페니키아의 아스타르테 여신에 대응되는 신으로 보인다.
고전기 키테라는 여러 큰 도시 국가의 영토에 속해 있었다. 스파르타는 기원전 6세기 초에 아르고스로부터 섬을 빼앗아 통치했다. 이후 아테네가 스파르타를 몰아내고 세 번 섬을 점령했는데, 1차 펠로폰네소스 전쟁 중이었던 기원전 456년, 펠로폰네소스 전쟁의 대부분 기간인 기원전 426년부터 410년 사이, 코린토스 전쟁이 벌어졌던 기원전 393년부터 387/386년 사이가 이 시기에 해당한다. 아테네는 키테라섬을 무역로로 활용하는 동시에 라코니아를 공격하는 발판으로 삼았다.
키테라는 스파르타의 아카이아 동맹이 패배한 후 기원전 195년에 스파르타의 패배 이후 독립적으로 자신의 주화를 발행했다. 아우구스투스 시대에는 다시 스파르타의 관할로 넘어갔으며, 스파르타의 부자이자 로마 시민인 가이우스 율리우스 유리클레스의 소유였다.
이 시기까지 그리스 도시들은 사실상 로마 제국의 지배를 받고 있었다. 키테라는 수 세기 동안 로마 제국과 동로마 제국이 지배했다. 기독교는 콘스탄티누스 대제 시기인 4세기에 전래되었는데, 전설에 따르면 성 엘레사가 라코니아에서 와서 섬을 개종시켰다고 한다.

### 중세 및 현대

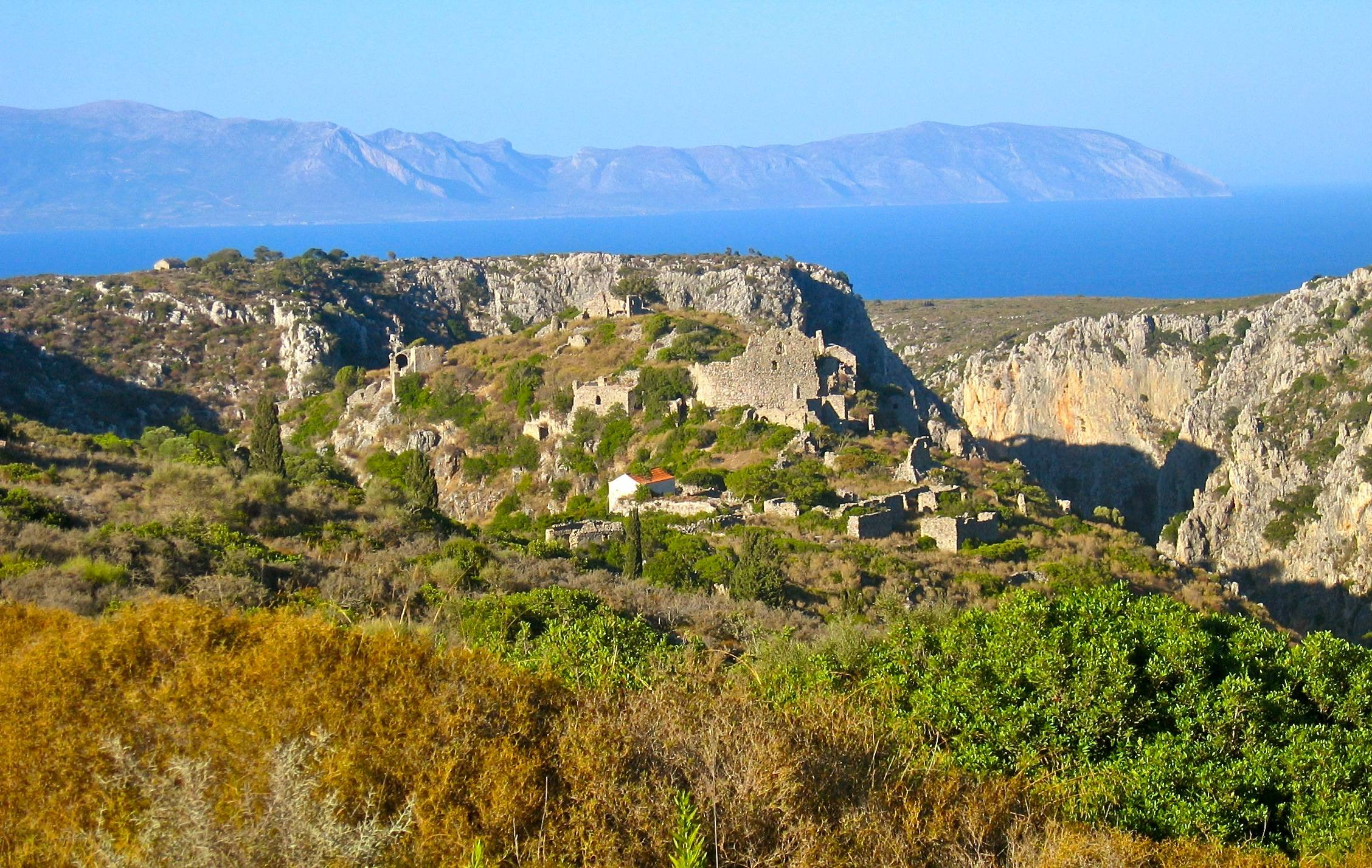
팔레오호라 유적

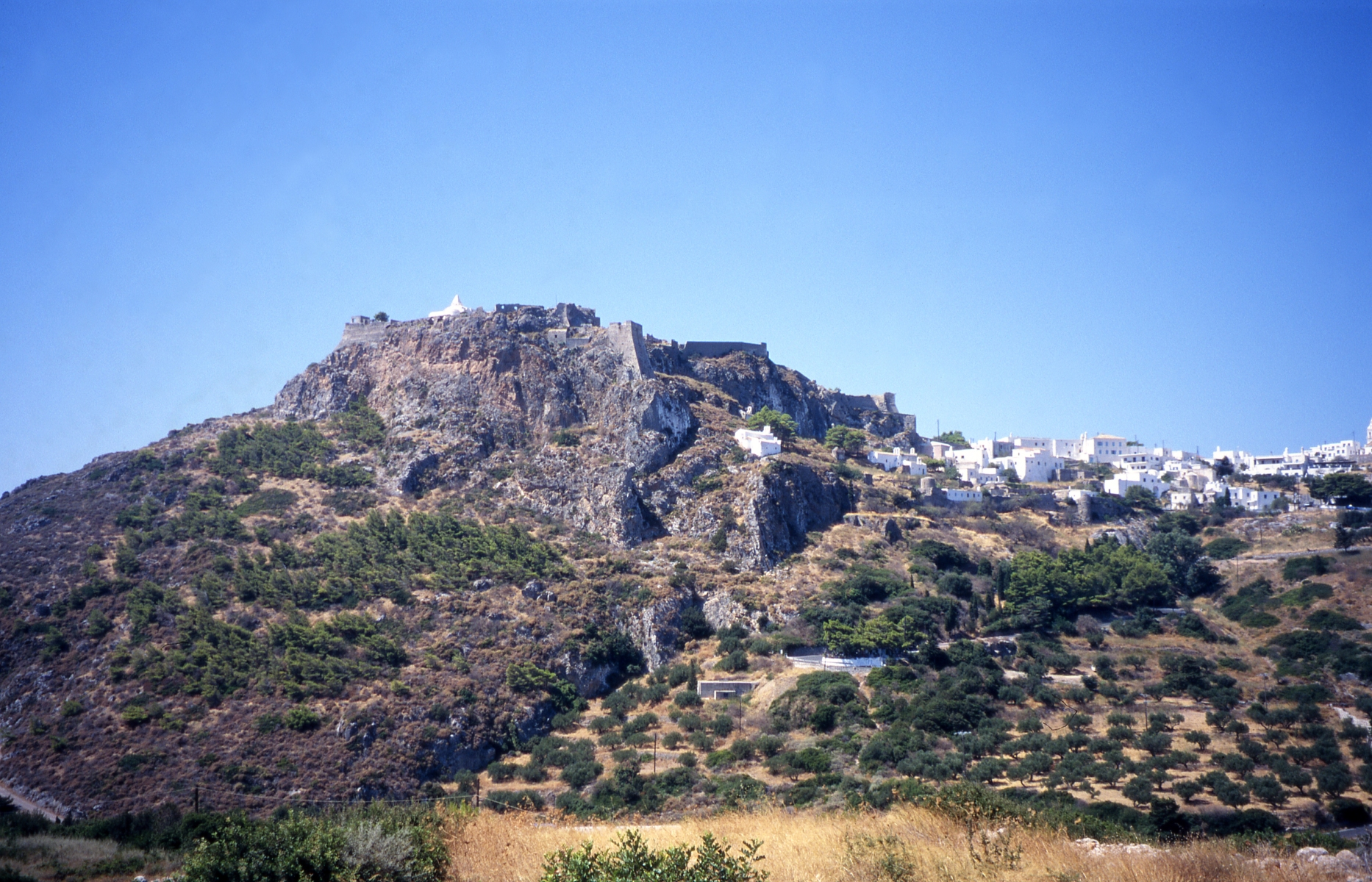
키티라 성 전경

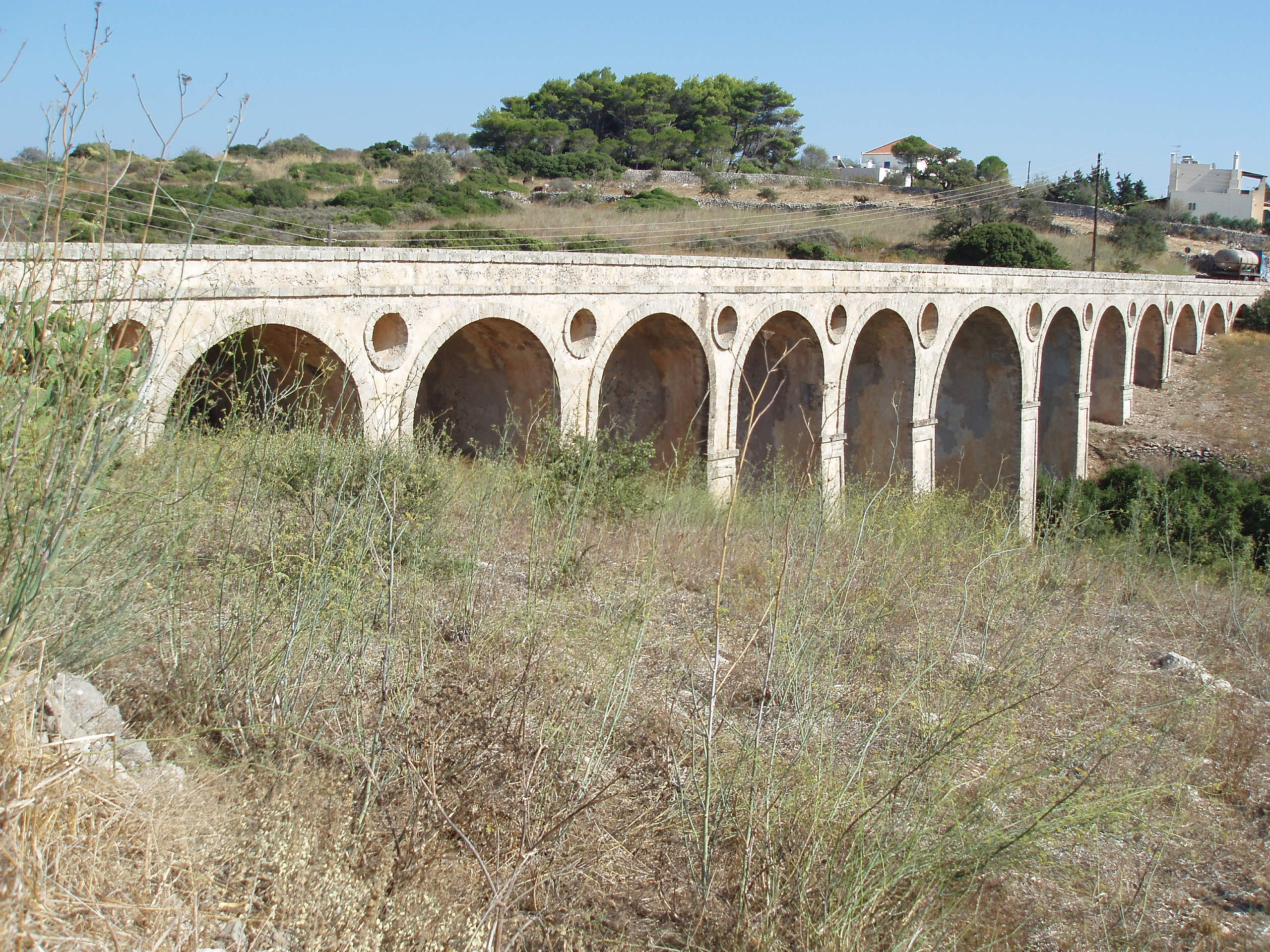
카투니 다리 (19세기)

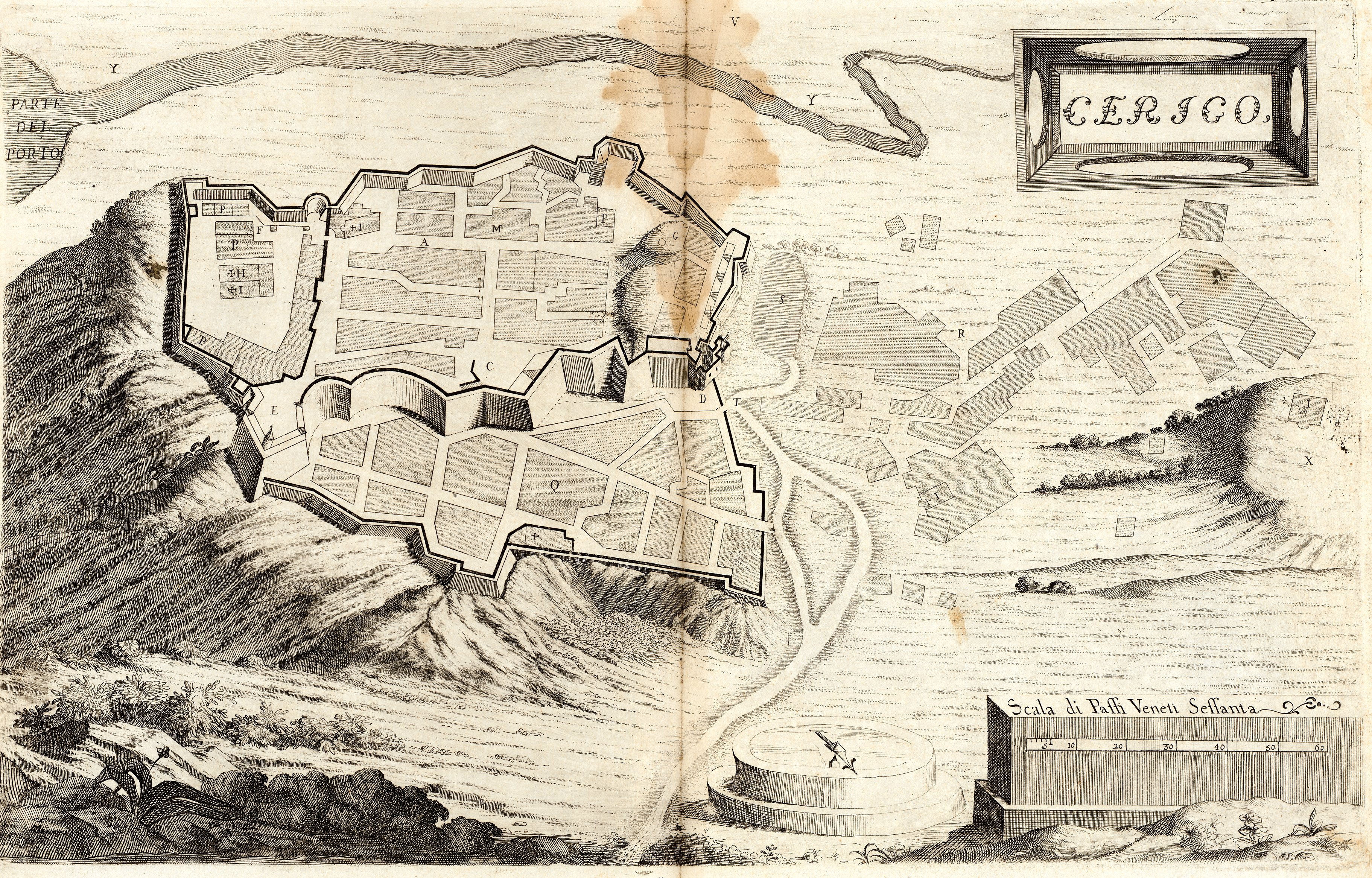
코로넬리의 동판화에 그려진 키티라 성

키티라는 기독교 개종 이후 수 세기 동안 문헌에 언급되지 않는다. 7세기 말 비잔티움 제국이 약화된 시기에, 키티라는 그리스 본토를 침략한 슬라브 부족들과 바다에서 공격해 온 아랍 해적들의 공격에 노출되었을 가능성이 있다. 고고학적 증거에 따르면, 약 700년경에 섬이 버려진 것으로 보인다.
비잔티움 제국이 크레타를 재정복한 후 962년 키티라의 성 테오도로스가 재정착을 주도했는데, 그때 섬에는 떠돌이 사냥꾼 무리밖에 살지 않았다. 성 테오도로스는 팔레오호라에 큰 수도원을 세웠으며, 그 주위에 주로 라코니아에서 온 사람들로 이루어진 마을이 형성되었다.
비잔티움 제국이 제4차 십자군의 정복으로 분열되자 베네치아 공화국은 키티라를 포함한 그리스 섬들의 8분의 3을 차지했다. 베네치아는 콘스탄티노폴리스로 가는 무역로를 보호하기 위해 키티라와 안티키티라에 해안 경비대를 배치했다. 키티라는 그리스인이 콘스탄티노폴리스를 수복하고 근동에서 오스만 제국이 근동을 석권했을 때도 베네치아가 계속 지배했다. 베네치아 지배 시기에 키테라 섬은 체리고로 알려졌다.
아직도 키티라 사람들은 오스만 제국의 오루츠 레이스(바르바로사)가 팔레오호라를 약탈하고 파괴했던 역사적 사건을 이야기한다. 이 사건은 키티라의 민속 전통에서 중요한 부분이다. 해적의 공격을 피해 바위산에 숱한 수도원이 세워진 것만 봐도 이러한 이야기를 쉽게 받아들일 수 있다.
바르바리 해적들은 지중해 전역에서 배와 해안, 섬을 약탈하며, 바르바리 노예 무역을 위한 전리품과 노예를 가져갔다. 키티라는 지중해의 무역로를 잇는 지점에 자리잡은 전략적 위치 때문에 바르바리 해적들의 손아귀에 놓였다. 17세기에는 메시니아 남쪽의 사피엔차(칼라마타) 작은 섬들, 펠로폰네소스 남동쪽 끝 남쪽의 체리고(키티라), 소아시아 해안과 사모스 남서쪽의 포르니, 키오스 서쪽의 프사라 섬이 모두 해적 기지였다.
나폴레옹이 1797년 캄포포르미오 조약으로 베네치아 공화국을 종식시켰을 때, 키티라는 가장 먼 데파르트망 중 하나인 메레제에 통합되었다. 고대에는 키티라섬은 키클라데스 제도의 일부로 여겨졌지만, 나폴레옹 시대 이후로는 이오니아 제도의 섬과 운명을 같이 했다.
1799년, 이오니아 제도는 명목상으로는 오스만 제국의 종주권 아래 있었으나 실제로는 러시아 제국에 의해 지배되는 에프타니소스 공화국이 되었다. 1807년, 프랑스가 이 섬들을 재점령하였고, 1809년 영국이 다시 점령하여 이오니아 제도 합중국이라는 영국 보호령을 세웠다. 영국은 약 반세기 동안 이오니아 제도를 지배했으며, 영국 통치 하에 고등 판무관이 입법 및 행정 권한을 행사했다. 영국 통치기에도 이 섬의 이름은 베네치아식으로 카리고 혹은 체리고로 불렸다. 이오니아 식민지는 오랜 기간 혼란을 겪었는데, 1859년 겨울 3주 동안 고등 판무관을 지낸 윌리엄 글래드스턴과 같은 이들도 이를 해결하지 못했다. 그러다 키티라를 비롯한 이오니아 제도는 웨일스 공의 처남인 요르요스 1세에게 양도되었다.
섬의 주요 도시인 키티라(또는 호라, "마을")에는 케르키라에 이어 이오니아 제도에서 두 번째로 큰 키티라 역사 기록 보관소가 있다.

## 지리

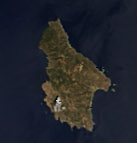
키티라의 위성 사진

키티라는 279.593 제곱킬로미터 (107.95 mi2)의 면적을 가지고 있으며, 말레아 곶 뒤에 있는 에게해의 남서쪽 출구에 위치해 있다. 험준한 지형은 주변 바다에서 불어오는 바람에 의해 형성된 가파른 암벽과 깊은 만으로 이루어진 해안선 덕분이다. 섬에는 다양한 구성과 크기의 해변이 많으며, 그 중 절반 정도는 산악 지형을 통해 도로로 접근할 수 있다. 근처에는 키티라 해협이 있다.
키티라는 에게해판 경계 근처에 위치해 있어 지진이 자주 발생한다. 기록된 역사 속 많은 지진이 섬 근처 또는 섬에서 발생했다. 최근 가장 큰 지진은 1903년 미타타 마을 근처에서 발생했으며, 상당한 피해와 약간의 인명 피해를 초래했다. 21세기에 들어 두 차례 큰 지진이 발생했는데, 2004년 11월 5일 리히터 규모 5.6~5.8의 지진과 2006년 1월 8일 리히터 규모 6.9의 지진이다. 후자의 진앙은 키티라에서 약 20 km (12 mi) 동쪽 바다에 있었으며, 진원의 깊이는 약 70 km (43 mi)였다. 많은 건물이 피해를 입었지만, 주로 미타타 마을의 오래된 건물들이었으며 인명 피해는 없었다. 이 지진은 이탈리아, 이집트, 몰타, 요르단에서도 감지되었다.

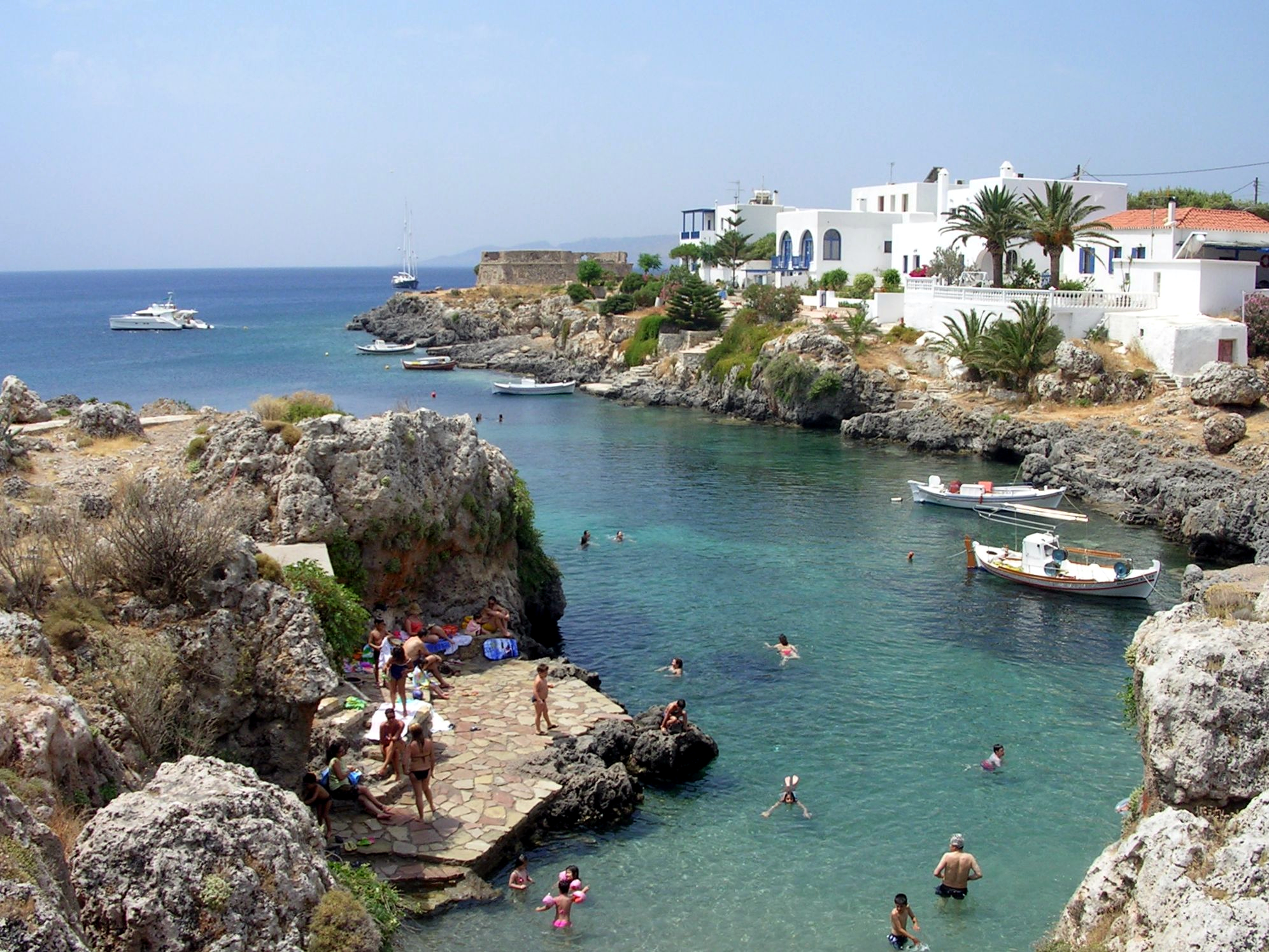
아블레모나스의 모습

## 기후
| Kythira Island의 기후    | Kythira Island의 기후 | Kythira Island의 기후 | Kythira Island의 기후 | Kythira Island의 기후 | Kythira Island의 기후 | Kythira Island의 기후 | Kythira Island의 기후 | Kythira Island의 기후 | Kythira Island의 기후 | Kythira Island의 기후 | Kythira Island의 기후 | Kythira Island의 기후 | Kythira Island의 기후 |
| 월                       | 1월                   | 2월                   | 3월                   | 4월                   | 5월                   | 6월                   | 7월                   | 8월                   | 9월                   | 10월                  | 11월                  | 12월                  | 연간                  |
| ------------------------ | --------------------- | --------------------- | --------------------- | --------------------- | --------------------- | --------------------- | --------------------- | --------------------- | --------------------- | --------------------- | --------------------- | --------------------- | --------------------- |
| 역대 최고 기온 °C (°F)   | 21.5 (70.7)           | 22.8 (73.0)           | 24.0 (75.2)           | 27.0 (80.6)           | 33.2 (91.8)           | 40.0 (104.0)          | 40.2 (104.4)          | 37.8 (100.0)          | 33.6 (92.5)           | 30.0 (86.0)           | 26.2 (79.2)           | 22.6 (72.7)           | 40.2 (104.4)          |
| 일평균 최고 기온 °C (°F) | 12.7 (54.9)           | 12.9 (55.2)           | 14.2 (57.6)           | 17.1 (62.8)           | 21.6 (70.9)           | 26.0 (78.8)           | 28.7 (83.7)           | 28.5 (83.3)           | 25.6 (78.1)           | 21.2 (70.2)           | 17.8 (64.0)           | 14.6 (58.3)           | 20.1 (68.2)           |
| 일일 평균 기온 °C (°F)   | 10.8 (51.4)           | 10.8 (51.4)           | 12.0 (53.6)           | 14.7 (58.5)           | 18.8 (65.8)           | 23.0 (73.4)           | 25.6 (78.1)           | 25.4 (77.7)           | 22.9 (73.2)           | 18.9 (66.0)           | 15.8 (60.4)           | 12.7 (54.9)           | 17.6 (63.7)           |
| 일평균 최저 기온 °C (°F) | 8.9 (48.0)            | 8.9 (48.0)            | 10.0 (50.0)           | 12.4 (54.3)           | 16.1 (61.0)           | 19.9 (67.8)           | 22.4 (72.3)           | 22.5 (72.5)           | 20.3 (68.5)           | 16.8 (62.2)           | 13.9 (57.0)           | 10.8 (51.4)           | 15.2 (59.4)           |
| 역대 최저 기온 °C (°F)   | −1.8 (28.8)           | −0.8 (30.6)           | −4.3 (24.3)           | 6.2 (43.2)            | 9.4 (48.9)            | 11.8 (53.2)           | 14.8 (58.6)           | 17.2 (63.0)           | 11.8 (53.2)           | 8.8 (47.8)            | 2.0 (35.6)            | 1.0 (33.8)            | −4.3 (24.3)           |
| 평균 강수량 mm (인치)    | 103.3 (4.07)          | 67.7 (2.67)           | 59.5 (2.34)           | 28.1 (1.11)           | 10.5 (0.41)           | 1.9 (0.07)            | 2.4 (0.09)            | 2.3 (0.09)            | 11.2 (0.44)           | 54.2 (2.13)           | 85.6 (3.37)           | 115.2 (4.54)          | 541.9 (21.33)         |
| 평균 강수일수 (≥ 1.0 mm) | 10.2                  | 8.5                   | 6.4                   | 4.0                   | 1.7                   | 0.3                   | 0.3                   | 0.3                   | 1.1                   | 5.1                   | 7.7                   | 11.0                  | 56.6                  |
| 평균 상대 습도 (%)       | 72.3                  | 72.4                  | 71.5                  | 67.9                  | 63.1                  | 57.1                  | 54.4                  | 56.7                  | 62.1                  | 68.3                  | 72.5                  | 72.8                  | 65.9                  |
| 출처: NOAA               |                       |                       |                       |                       |                       |                       |                       |                       |                       |                       |                       |                       |                       |

## 키티라 (마을)

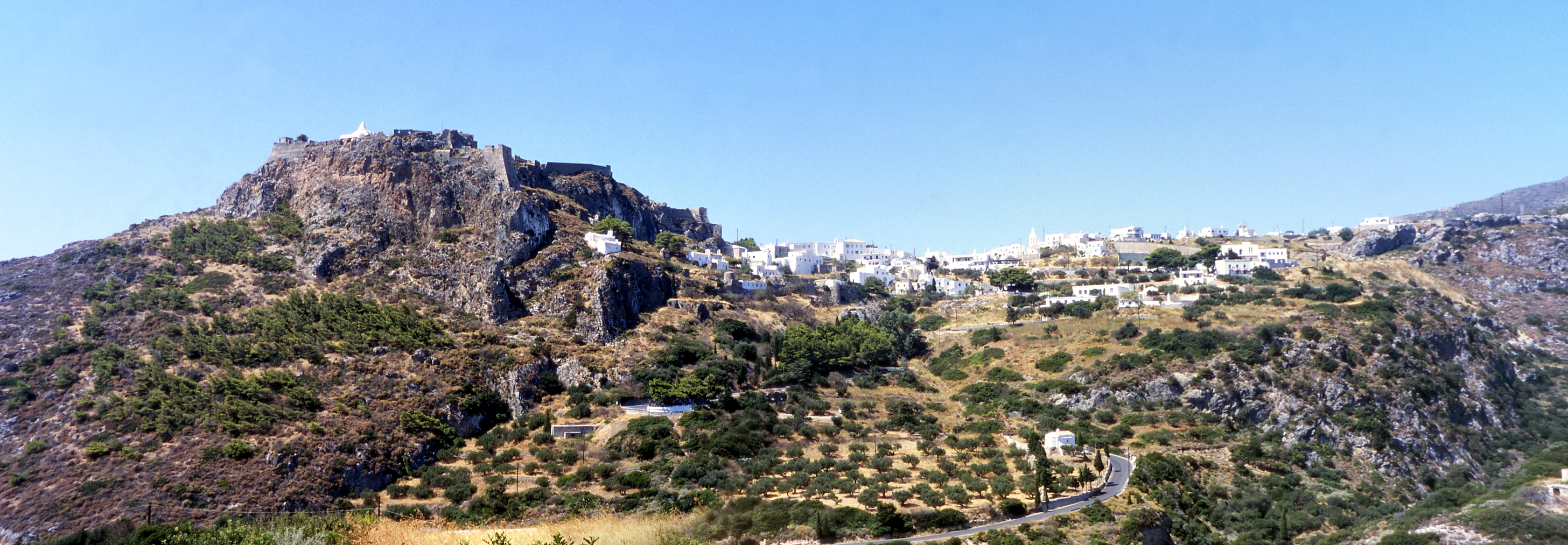
호라의 전경

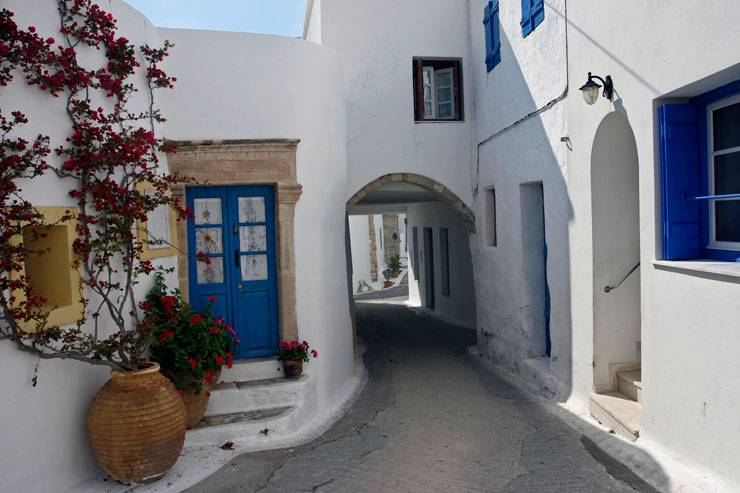
호라의 거리

중심 도시인 호라는 섬의 남쪽 부분에 위치해 있으며, 남쪽 펠로폰네소스나 바티카와 연결된 항구는 없다. 키티라의 바티카를 위한 항구는 이전에 아야펠라기아에 있었으나, 최근 몇 년 동안 이 항구는 폐쇄되었고, 키티라의 해안 마을 디아코프티에 새 항구가 생겼다.
60개 이상의 마을 이름 대부분이 "-anika"로 끝나며, 일부는 -athika, -iana, -wades로 끝난다. 이는 마을이 처음 그 지역에 정착한 영향력 있는 가문들의 이름을 따서 지어졌기 때문이다. 예를 들어, '로고테티아니카'는 그리스 성씨 '로고테티스'에서 유래되었다.

## 교통
과거 키티라섬은 교통 여건이 나빴는데, 특히 겨울철 교통에 미치는 날씨의 영향으로 상황이 더욱 악화되었다. 그러나 디아코프티에 새로운 항구가 건설되고 섬의 공항이 개조되면서 교통 문제가 크게 나아졌다. 섬에서 가장 인구가 많은 북쪽 포타모스에서 남쪽의 수도인 호라까지 연결되는 새로운 도로가 현재 계획 및 개발 단계에 있다.

### 항구
키티라섬은 수세기 동안 무역 경로로 사용되어 왔지만, 현대적인 항구 건설은 20세기 후반까지 여러 번 미뤄졌다. 1933년 아야펠라기아에 항구를 건설하려는 노력이 있었으나, 재정 및 정부의 문제로 인해 몇 십 년 후에야 비로소 건설되었다. 아야펠라기아의 작은 항구는 1990년대 중반까지 섬의 주요 항구였으며, 현재 페리 선착장에서 관광/레저 보트 선착장으로 개조되고 있다. 이 시기에 디아코프티의 새로운 항구가 19세기 영국 식민지 행정청이 처음으로 선택한 부지에 건설되었으며, 더 넓은 현대적인 도로와 함께 더 큰 화물 및 여객선을 지원하기 위해 건설되었다. 디아코프티 항구는 현재 기티오, 칼라마타, 안티키티라, 피레우스의 아테네 항구, 크레타 및 네아폴리스-바티카와의 정기 노선을 운행하고 있다. 항구 남쪽에 마리나를 추가하는 제안이 있었으나, 아직 계획이나 일정은 발표되지 않았다. 추가로, 아야펠라기아 북쪽의 아야파트리키아 항구는 주요 어선 항구로, 두 개의 넓은 보트 경사로와 보트 수리 시설을 갖추고 있다.

### 공항
섬의 주요 공항은 프릴리얀니카와 디아코프티 사이에 위치한 알렉산드로스 S. 오나시스 공항으로, 호라에서 약 20 km (12 mi) 떨어져 있다. 이 공항은 21세기 초에 주로 지역 주민들이 제공한 민간 자금으로 개조 및 확장되었다. 섬은 올림픽 항공과 에게 항공의 항공편으로 연결된다.

## 같이 보기
- 그리스의 섬 목록